# Plantas satélite de GNL
Genéricamente, el término plantas satélite de GNL (Gas Natural Licuado) se refiere al conjunto de instalaciones almacenamiento y regasificación  de GNL destinadas a suministrar   gas natural a consumos locales o a redes de distribución

El abastecimiento se realiza mediante cisternas de descarga que transportan, por vía terrestre, el gas natural licuado proveniente de una planta de mayor abastecimiento.